# 鲁夫鲁瓦 (埃纳省)
鲁夫鲁瓦（法語：Rouvroy，法語發音：[ʁuvʁwa]）是法国上法蘭西大區埃纳省的一个市镇，属于拉昂区。

## 地理
鲁夫鲁瓦（49°51'17"N, 3°19'6"E）面积5.05 平方千米，位于法国上法蘭西大區埃纳省，该省份为法国北部内陆省份，北起北部省，西接索姆省和瓦兹省，东临阿登省和马恩省，西南至塞纳-马恩省，东北部与比利时接壤。
与鲁夫鲁瓦接壤的市镇（或旧市镇、城区）包括：阿尔利、翁布利耶尔、莫尔库尔、聖康坦。

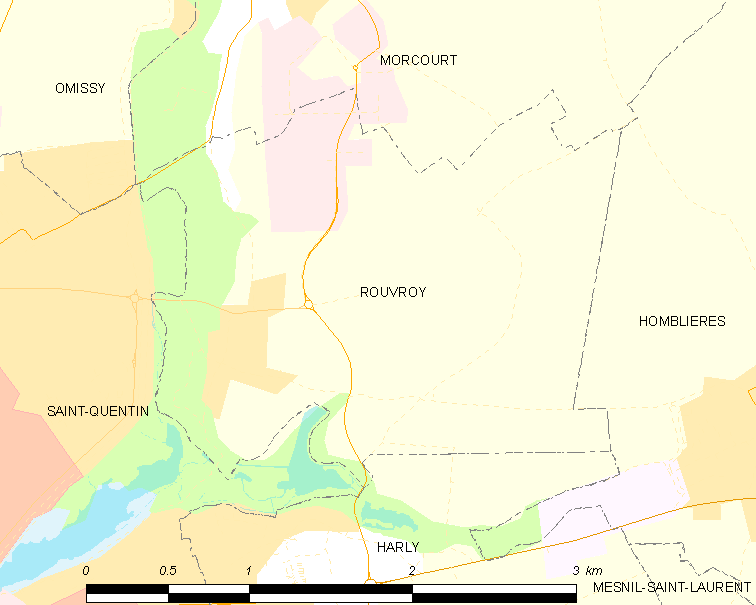
的OSM定位图

鲁夫鲁瓦的时区为UTC+01:00、UTC+02:00（夏令时）。

## 行政
鲁夫鲁瓦的邮政编码为02100，INSEE市镇编码为02659。

## 政治
鲁夫鲁瓦所属的省级选区为圣康坦第二县。

## 人口

1962-2008年间人口变化图示

鲁夫鲁瓦于2022年1月1日时的人口数量为507人。